# Manono (Tanganyika)
Pour les articles homonymes, voir Manono.
Manono est une localité chef-lieu de territoire de la province du Tanganyika en république démocratique du Congo.

## Géographie
Elle est située sur la route nationale RN33 à 435 km au sud-ouest du chef-lieu provincial Kalemie.

## Administration
Chef-lieu territorial de 36 872 électeurs enrôlés pour les élections de 2018, la localité a le statut de commune rurale de moins de 80 000 électeurs, elle compte 7 conseillers municipaux en 2019.

## Population
Le recensement date de 1984, l'accroissement annuel est estimé à 2,92,.
| 1984   | 2004   | 2012   |
| ------ | ------ | ------ |
| 32 055 | 47 632 | 59 957 |

## Économie
Manono est desservie par un terrain d'aviation (code AITA : MNO).